# Ханниган, Джеймс
Джеймс Ханниган (англ. James Hannigan, 5 июля 1928, Клохан, Ирландия — 7 марта 1994, Рексем, Великобритания) — католический прелат, епископ Меневии с 13 октября 1983 по 12 февраля 1987 года, первый епископ Рексема.

## Биография
Джеймс Ханниган родился 5 июля 1928 года. 27 июня 1954 года был рукоположён в священника.
13 октября 1983 года Римский папа Иоанн Павел II назначил Джеймса Ханнигана епископом Меневии. 23 ноября 1983 года Ханниган был рукоположён в епископа. 12 февраля 1987 года был назначен первым ординарием новой епархии Рексема.
Умер 7 марта 1994 года.